# Boselaphus namadicus
Boselaphus namadicus — вимерлий вид оленеподібних (Artiodactyla) ссавців з родини бикових (Bovidae), що мешкав у Південній Азії (Індія та Пакистан) з пізнього пліоцену до середини плейстоцену.

## Опис
Цей вид був більшим за сучасних нільгаїв. Його рогові ядра трохи ближче до орбіт порівняно з його живим родичем, з їхнім внутрішнім кілем далі всередину та більше вперед.
Скам'янілості B. namadicus відомі з Siwaliks і знайдені в асоціації з іншими великими травоїдними тваринами, такими як Equus sivalensis, Stegodon, носороги та прямобивний слон. Присутність B. namadicus та цих інших великих травоїдних тварин свідчить про те, що навколишнє середовище в цьому районі в той час було переважно відкритим лукам.